# Бюкдуз

Тамга племени бюкдуз по М.Кашгари

Бюкдуз (также: бюгдюз; туркм. Bükdüz) — историческое туркменское племя, бывшее частью самых ранних 24-х огузо-туркменских племен, ведущих свое происхождения от внуков родоначальника туркмен и героя-прародителя крупных тюркских племен Огуз-хана.

## Происхождение
По мнению С.П.Толстова, племя бюкдуз впервые упоминается в источниках VIII в. в форме «бускут» среди телесских племен, которые согласно П.В.Мелиоранскому были одним из двух подразделений огузов. 

В дальнейшем, племя бюкдуз встречается уже в энциклопедическом словаре XI в. Диван лугат ат-Турк караханидского ученого-филолога Махмуда аль-Кашгари в составе 22-х родов огузов-туркмен:
«Огуз — одно из тюркских племен (кабиле), они же туркмены…Они состоят из 22 родов (батн). Восьмой — Бюгдюз».
Историк Государства Хулагуидов Рашид ад-Дин в своем произведении Огуз-наме пишет о том, что племя бюкдуз входит в состав 24 огузо-туркменских племен:
«Трех младших по возрасту братьев Огуз назначил в левое крыло (войск) и дал им имя учок…Сыновья Тенгиз-хана…Бюгдюз, то есть по отношению к другим кроткий и услужливый.».
В труде хивинского хана и историка XVII в. Абу-л-Гази Родословная туркмен также сообщается о том, что племя бюкдуз было одним из 24-х древних туркменских племен — прямых потомков Огуз-хана:
«Об именах сыновей и внуков Огуз-хана…Имя старшего сына Тенгиз-хана — Игдир, второй [сын] — Бyкдyз, третий — Ава, четвертый — Кынык…Значение Бyкдyз — услужливый…».